# Sabine Orléans
Sabine Orléans (* 16. März 1960 in Düsseldorf; gebürtig Sabine Schwanz) ist eine deutsche Schauspielerin.

## Werdegang
Von 1979 bis 1983 erhielt Sabine Orléans ihre Ausbildung an der Hochschule für Musik und Theater Hannover. Von 1983 bis 1989 hatte sie ein Engagement an den Wuppertaler Bühnen und von 1990 bis 1993 am Berliner Schillertheater. Sie arbeitete unter anderem mit Katharina Thalbach und Benno Besson zusammen. Von 1993 bis 1995 war sie am Wiener Burgtheater unter der Leitung von Claus Peymann, 1996 bei den Salzburger Festspielen und von 1996 bis 1999 am Schauspielhaus Bochum engagiert. Seit der Spielzeit 2000/01 war Orléans Ensemblemitglied des Deutschen Schauspielhauses in Hamburg, ab der Spielzeit 2005/06 gehörte sie dem Schauspiel Hannover an. In den Spielzeiten 2013/14 bis 2018/19 war sie festes Ensemblemitglied am Schauspiel Köln. Zur Spielzeit 2019/20 kehrte sie unter der Intendanz von Sonja Anders an das Schauspiel Hannover zurück. Im Frühjahr 2024 beendete Orléans ihre Bühnenkarriere.
Einem breiteren Publikum bekannt wurde Sabine Orléans nach kleineren TV-Rollen 1999 als liebeskranke Taxi-Fahrerin Rose in Helmut Dietls Late Show. Es folgten unter anderem die Pionierleiterin in Leander Haußmanns Sonnenallee und die Hauptrolle der Kommissarin Monika Thiele in Gesteinigt – Der Tod der Luxuslady (2000), das Grettchen in Dirk Kummers Geschlecht weiblich sowie mehrere Auftritte im Tatort. 2007 war sie an der Seite von Maximilian Brückner in Dieter Wedels Mein alter Freund Fritz zu sehen. 2008 spielte sie die Hauptrolle in der Krankenhausserie Dr. Molly & Karl.

## Filmografie
- 1997: Die Männer vom K3: Blutsverwandtschaft (Fernsehserie)
- 1999: Late Show
- 1999: Sonnenallee
- 1999: Tatort: Kinder der Gewalt (Fernsehreihe)
- 2000: Gesteinigt – Der Tod der Luxuslady (Fernsehfilm)
- 2000: Im Fadenkreuz – Die Feuertaufe (Fernsehfilm)
- 2001: Die Salsaprinzessin (Fernsehfilm)
- 2001: Vorspiel mit Nachspiel (Fernsehfilm)
- 2002: Die Explosion – U-Bahn-Ticket in den Tod (Fernsehfilm)
- 2002–2003: Der kleine Mönch (Fernsehserie, 11 Folgen)
- 2003: Königskinder (Fernsehfilm)
- 2003: Der Mann, der zweimal stirbt (Fernsehserie Ein Fall für zwei)
- 2003: Geschlecht weiblich (Fernsehfilm)
- 2003: Zwei Morde und ein halber (Fernsehserie Adelheid und ihre Mörder)
- 2004: Unser Pappa – Herzenswünsche (Fernsehfilm)
- 2004: Cowgirl
- 2005: Einfache Leute (Fernsehfilm)
- 2005: Wo bleibst du, Baby? (Fernsehfilm)
- 2005: Verraten und verkauft (Fernsehserie Jetzt erst recht!)
- 2005: Gegen jedes Risiko (Fernsehfilm)
- 2005: Unter Verdacht (Fernsehserie Der Dicke)
- 2005: Siehst du mich? (Fernsehfilm)
- 2005: Tatort: Der Frauenflüsterer
- 2006: Der Boxer (Fernsehserie Großstadtrevier)
- 2006: Tatort: Stille Tage
- 2007: Mein alter Freund Fritz
- 2007: Tatort: Sterben für die Erben
- 2008: Dr. Molly & Karl (Fernsehserie, 8 Folgen)
- 2010: Gier (Fernsehfilm)
- 2010: Zivilcourage (Fernsehfilm)
- 2010: Liebe am Fjord – Der Gesang des Windes (Fernsehreihe, Folge 1)
- 2011: Für kein Geld der Welt
- 2011: Löwenzahn – Das Kinoabenteuer
- 2012: Danni Lowinski (Fernsehserie, 11 Folgen)
- 2012: Lütt un Lütt (Fernsehserie Neues aus Büttenwarder)
- 2012: Der Hafenpastor
- seit 2013: SOKO Stuttgart (Fernsehserie, 10 Folgen)
- 2013: Wilsberg: Die Entführung
- 2014: Tatort: Wahre Liebe
- 2015: SOKO 5113 – Haus Nr. 7
- 2018: Lifelines – Aus heiterem Himmel
- 2018: Rentnercops – Bankgeheimnis
- 2018: Parfum – Synthese

## Hörspiele
- 1991: Edgar Hilsenrath: Das Märchen vom letzten Gedanken – Regie: Peter Groeger (Hörspiel – SFB/HR)